# Zale fictilis
Zale fictilis är en fjärilsart som beskrevs av Achille Guenée 1852. Zale fictilis ingår i släktet Zale och familjen nattflyn. Inga underarter finns listade i Catalogue of Life.